# Vietnam unter französischer Kolonialherrschaft

## Beginn der Kolonialherrschaft
Bis zur Mitte des 19. Jahrhunderts hatten die europäischen Mächte nur wenig Interesse an Indochina, denn durch die Armut der Bevölkerung erschienen ihnen die Handelsmöglichkeiten nur sehr gering. Im 19. Jahrhundert wuchs jedoch die Bedeutung Indochinas als Landweg und für die Sicherung des Seeweges nach China, das sich inzwischen fremdem Handel geöffnet hatte. 
Die französische Kolonialherrschaft in Vietnam begann mit dem Erscheinen eines Flottengeschwaders vor der zentralvietnamesischen Hafenstadt Tourane (Đà Nẵng) am 31. August 1858. Die Franzosen forderten den Mandaringouverneur auf, die Stadt zu übergeben. Als dieser sich weigerte, besetzten die Soldaten Napoleons III. gewaltsam die Forts der Bucht. Erklärtes Ziel der Expedition war es, die vietnamesische Regierung in Huế einzuschüchtern und damit den französischen Missionaren Schutz zu gewähren. Mindestens ebenso bedeutend war jedoch die Errichtung eines Stützpunktes in Indochina, um die französischen Handelsinteressen in China besser durchsetzen zu können. 
Das Unternehmen schlug jedoch fehl. Huế weigerte sich, unter Zwang zu verhandeln, und die vietnamesische Armee leistete erfolgreich Widerstand, so dass sich die Franzosen im März 1860 aus Tourane zurückziehen mussten. Währenddessen war es ihnen jedoch gelungen, Saigon zu erobern, von wo aus sie im folgenden Jahr weitere Gebiete unter ihre Kontrolle brachten und mit dem Aufbau einer dauerhaften politischen Verwaltung begannen. Angesichts der militärischen Erfolge der Franzosen und dem Wiederaufflammen von Bauernunruhen in Tongking sah sich die Regierung in Hue gezwungen, im Juni 1862 mit Frankreich einen Vertrag zu unterzeichnen, in dem sie drei nördliche Provinzen Cochinchinas an Frankreich abtrat. Außerdem verpflichtete sie sich zur Zahlung von Reparationen und sicherte den Franzosen das Recht zur Missionierung, der Schifffahrt auf dem Mekong und des Handels in einigen Hafenstädten zu.

## Erste Auswirkungen
Bedingt durch den Anspruch, dass sich die neue Kolonie selbst finanzieren sollte, erhöhte die Kolonialverwaltung kontinuierlich die Steuern. Bis 1879 hatte sich dadurch die Steuerlast der Bevölkerung Cochinchinas verzehnfacht. Eine weitere Einnahmequelle der Franzosen war der Reisexport, den die ehemalige Mandarinregierung aus Angst vor Hungersnöten untersagt hatte. Er trieb die Preise in die Höhe und machte es den Bauern unmöglich, Vorräte für den Notfall anzulegen. Auf Grund eines Mangels an Arbeitskräften wurden die Bauern außerdem zur schlecht bezahlten Zwangsarbeit, der sogenannten „großen Fron“, verpflichtet.
Es war also nicht verwunderlich, dass die Bauern den Franzosen feindlich gegenüberstanden. Auch Mandarine und Gelehrte weigerten sich entschlossen, dem neuen Regime zu dienen. Die immer wieder losbrechenden Aufstände wurden von den Franzosen durch grausame Strafexpeditionen niedergeschlagen. Um die Rebellen von jeder Unterstützung abzuschneiden, besetzte und annektierte die französische Marine im Juni 1867 gewaltsam auch die übrigen Provinzen Cochinchinas.

## Ausweitung der französischen Herrschaft
Nachdem die Franzosen erkannt hatten, dass nicht der Mekong, sondern der Rote Fluss den Landweg nach China eröffnete, besetzten sie 1872 ebenfalls Teile Tongkings. Im Vertrag vom 15. März 1874 verpflichtete sich Frankreich zwar, Tongking wieder zu räumen, dafür musste Vietnam jedoch die Annexion der 1867 besetzten Gebiete anerkennen sowie weitere Häfen und den Roten Fluss für den französischen Handel öffnen. Außerdem verpflichtete sich die vietnamesische Regierung, ihre Außenpolitik mit der Frankreichs abzustimmen und gestand Frankreich ferner das Recht zu, bei der Aufrechterhaltung der inneren Ordnung und der Landesverteidigung Hilfe zu leisten.

Französische Expansion in Indochina

Diese weitgehenden Beschränkungen der Souveränität Vietnams lösten in Tongking einen Aufstand aus. Frankreich nutzte diese Situation, um weitere Truppen nach Tongking zu entsenden und nach der Niederschlagung des Aufstandes die Regierung in Huế durch die Androhung militärischer Gewalt am 25. August 1883 zur Unterzeichnung eines vorläufigen Vertrags (Harmand-Vertrag) und am 6. Juni 1884 dann des endgültigen Vertrags von Huế (Patenôtre-Vertrag) zu zwingen. Damit verlor Vietnam seine Souveränität. Die Regierung in Paris sah in diesem Vertrag jedoch nur eine Zwischenstufe auf dem Weg zur vollständigen Annexion Vietnams. 
Im Chinesisch-Französischen Krieg 1884/85 zwang Frankreich China, auf Tongking zu verzichten und die Franzosen bezwangen endlich auch die Schwarzen Flaggen. Das Vorgehen in den Jahren 1883–1885 wurde in Frankreich auch Tonkin-Kampagne genannt.
Mit dem Einverständnis des Marineministeriums provozierte General de Courcy Anfang Juli 1885 eine gewaltsame Auseinandersetzung zwischen vietnamesischen und französischen Truppen, woraufhin die Regierung Vietnams zum allgemeinen Widerstand gegen die Franzosen aufrief. In ganz Vietnam brachen Aufstände aus, die von kaisertreuen konfuzianischen Gelehrten geleitet und von großen Teilen der Bevölkerung unterstützt wurden.
Auch in den folgenden Jahrzehnten erhielten die einzelnen Guerillagruppen immer neuen Zulauf von bewaffneten Trupps vietnamesischer Bauern. Die Ursachen dafür lagen im Kolonialregime selbst, denn die Bevölkerung litt sowohl unter der drückenden Steuerlast, der Zwangsarbeit und den hemmungslosen Zwangsenteignungen als auch unter den gewaltsamen Übergriffen der französischen Soldateska. Dennoch gelang es den französischen Truppen, nach und nach das ganze Land zu unterwerfen. Die Widerstandsbewegung scheiterte an den grausamen Unterdrückungsmaßnahmen der Franzosen (Exekutionen ohne richterliches Urteil waren an der Tagesordnung) und an ihrer inneren Zersplitterung.
Bereits 1885 hatten die Franzosen begonnen, in Tongking und Annam ähnlich wie in Cochinchina eine direkte französische Verwaltung aufzubauen und ein straffes System der politischen Kontrolle zu installieren. Im Widerspruch zum Protektoratsvertrag wurde der vietnamesische Kaiser 1887 sogar gezwungen, seine Herrscherrechte an einen Vizekönig abzutreten, der praktisch unmittelbar der französischen Verwaltung unterstand. Damit verlor die vietnamesische Regierung jede wirkliche Gewalt. Als koloniale Hilfstruppe wurde die Garde indigène geschaffen.

## Herrschaft und Verwaltung
Einer der ersten Generalgouverneure der Indochinesischen Union, Paul Doumer, zentralisierte in den fünf Jahren seiner Regentschaft von 1897 bis 1902 den kolonialen Repressionsapparat energisch und machte ihn zugleich zu einer lukrativen Pfründe ganzer Generationen von karrierebesessenen Kolonialbeamten. Er schuf damit ein funktionsfähiges System der finanziellen Ausbeutung und der politischen Herrschaft, das bis zum Jahre 1945 fast unverändert erhalten bleiben sollte. Bereits 1888 hatte man ein einheitliches Wirtschafts- und Verwaltungssystem geschaffen, die einheitliche Währung der Kolonie Indochina wurde der Piaster.

## Verschärfte Repressionen und Widerstand nach 1900
Um 1905 war der bewaffnete antifranzösische Widerstand, der durch adlige und bäuerliche Kräfte bestimmt worden war, praktisch beendet. An seine Stelle trat eine neue politische Bewegung des vietnamesischen Bürgertums. Die stürmische industrielle Entwicklung in Japan und seine Siege im Russisch-Japanischen Krieg blieben in den französischen Kolonien nicht ohne Resonanz.
Bürgerliche Geheimgesellschaften und kleine Elitegruppen entstanden, die in der Wiederherstellung der Unabhängigkeit Vietnams eine Vorbedingung für ihren eigenen wirtschaftlichen und politischen Aufstieg sahen. Bereits ab 1905 waren vietnamesische nationalistische Freiheitskämpfer um Phan Bội Châu (1868–1940) und Cuong De in Japan und Südchina aktiv. Sie riefen in zahlreichen Flugschriften zu Reformen auf und unterstützten ihre Forderungen durch Terrorakte gegen Franzosen. Die Kolonialverwaltung antwortete darauf mit gewohnter Härte. Das im Jahre 1904 verschärfte Eingeborenenregime erlaubte es dem Generalgouverneur, praktisch unbegrenzt Internierungsstrafen und Enteignungen zu verhängen. 
Unter dem Eindruck der Oktoberrevolution von 1917 entstanden nach dem Ersten Weltkrieg zahlreiche revolutionäre und kommunistische Organisationen, denen sich sowohl bürgerliche Intellektuelle als auch Bergleute, Fabrikarbeiter und Bauern anschlossen. Die bekannteste war die kommunistisch strukturierte, aber ideologisch konfuzianisch geprägte Việt Nam Quốc Dân Đảng (VNQDD). Die VNQDD wurde zeitgleich mit dem ersten Aufblühen der Kommunistischen Partei in Indochina, nach der Yen Bay-Meuterei von der französischen Kolonialmacht zerschlagen. 1930 schlossen sich einige fortschrittliche Gruppen zur Indochinesischen Kommunistischen Partei unter der Führung Ho Chi Minhs zusammen. 
Da das Kolonialregime den Einheimischen jedoch jede legale Möglichkeit der verantwortungsvollen politischen Arbeit verwehrte und sich das Elend der Bevölkerung durch die Folgen der Wirtschaftskrise weiter verstärkte, kam es auch in den folgenden Jahren immer wieder zu Aufständen, die von den Franzosen blutig niedergeschlagen wurden.
Der japanisch-französischen Verwaltung von 1940 bis 9./10. März 1945 folgte eine erste unabhängige, kurzlebige Regierung unter Trần Trọng Kim. Auf die zweite Unabhängigkeitserklärung, Ho Chi Minh's, am 2. September 1945 folgte massive Repression, die zum Indochinakrieg führte und 92.000 französische Militärs das Leben kostete. Die Indochinakonferenz 1954 beendete die französische Kolonialherrschaft in Vietnam endgültig.